# Full Clip
Full Clip è un film del 2004 diretto da Christopher Morrison ed interpretato dai rapper Busta Rhymes e Xzibit. Il film è stato commercializzato nel mercato home video statunitense e francese.
Il film è caratterizzato dall'uso del filone d'azione in voga nel cinema anni settanta.

## Trama
Joshua Pope (Busta Rhymes) fa ritorno alla sua città natale per riscuotere il patrimonio lasciatogli dal padre defunto. Una volta arrivato, nota che la polizia è corrotta e imperversa nella città col pugno di ferro.
Inizialmente convinto dell'impossibilità di ristabilire l'ordine, ritrova un vecchio amico, Duncan (Xzibit), membro di una banda metropolitana, la quale tenterà di ristabilire l'ordine nella città.